# 西线无战事
《西線無戰事》（德語：Im Westen nichts Neues）是德國作家埃里希·瑪利亞·雷馬克描述第一次世界大戰的反戰小說。因內容带有强烈的反战意識，曾於1930年代德國纳粹黨執政時查禁。

## 故事概述
故事的背景是第一次世界大戰期間，十九歲的學生保羅·博伊默尔（Paul Bäumer）在學校教師的激勵下跟同學莱尔（Leer）、米勒（Müller）等參加國民志願兵，在接受十個星期嚴厲的新兵訓練後，就被派往前線與法軍作戰，戰爭的無情讓他有如活在地獄中，戰壕內盡是老鼠、虱子，烈性傳染病威脅著每個士兵的生命。讀者由保羅的視角看到人性在戰場中遭受摧殘斲傷後變得麻木不仁，但以飲食男女為能事，儘管當事人對此毫無自覺。作為少數生還者之一的保羅因傷放假回鄉，發現前線與後方的差距很大，父親帶著他去向朋友炫耀，大家都相信政府的宣傳，以為德國勝利在望。在學校裡教師坎拖雷克依然激情的鼓動學生上戰場。而保羅只覺得他和家鄉中夸夸其談的一干人等，乃至記憶中過去的自己，完全格格不入。他前往探望陣亡朋友的母親，不得不以自身生死賭咒，堅稱死者乾淨俐落的戰死，未受太多痛苦。回到前線後，眼見戰友們接連陣亡，或受傷後送到野戰醫院，野戰醫院設備簡陋、藥品缺乏，傷患的死亡率極高。小說中極度描寫著傷亡的可怕，“中了毒的傷兵一連幾天哽塞著，把他們灼傷的肺給一塊塊地咳出來。”保羅有一回受傷後被送到一處較好的教會醫院，發現教會的地下室有「临终病房」。
重回前線後，保羅有一次在彈坑中抽出匕首向跌進來的敵人胸口刺上一刀，這位法國士兵沒有立即死去，呻吟了一整晚，被折磨出負疚感的保羅想伸出援手時，敵人已斷氣，保羅拿出對方的記事本，想寫信告知他的家人，卻發現這名法國人當兵前是一位排字工人。1918年夏天，戰友卡特的一隻腿被炸斷，保羅跌跌撞撞地背負著受傷的卡特回到營區，自己也體力耗盡，神志不清，但醫官卻判定卡特已死，被一個小小的流彈破片擊破後腦。保羅覺得參戰士兵的人生都毀了，既無法回到過去，又與未曾經歷這一切的人產生隔閡。1918年10月，在廣泛瀰漫著的厭戰氣氛中，保羅死於狙擊。當天整个前线沉寂而宁静，指揮官收到的報告上寫著：「西線無戰事」。

## 出版
《西線無戰事》於1928年11月8日開始，以埃里希·瑪利亞·雷馬克（中間名「瑪利亞」用以紀念其母親）的名字在《福斯報》進行連載，連載於同年12月9日結束。單行本於1929年1月31日（一说1月29日）由柱廊出版社出版，共分十二章。第一次印刷5万册，5月7日该书销售出第50万册，1930年6月1日售出第100万册。

## 改編

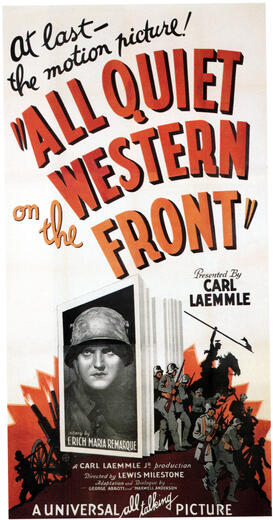
《西线无战事》 (1930年)电影海报。

《西线无战事》先後被譯成50種語言，銷量高達1,500至2,000萬冊。

### 电影
美國好萊塢刘易斯·迈尔斯通1930年執導同名黑白電影。1930年该片为其制片小卡尔·拉姆勒获得了奥斯卡最佳影片奖，和为导演刘易斯·迈尔斯通赢得奥斯卡最佳导演奖。
1930年12月5日，《西線無戰事》的首映式在柏林舉行。影片開場不久，影院中突然臭氣熏天，濃重的胡椒粉味讓觀眾涕淚齊流。一些人被迫離席而去，還有些人猶疑不定。緊接著，在約瑟夫·戈培爾安排下，數不清的老鼠在觀影者腳下與座位之間撒歡。男女老少在驚叫和咳嗽聲中，爭先恐後地衝出放映廳。
隨後，在納粹的壓力下，魏瑪政府取消了這部電影在德國的上映許可。後來成為第三帝國大眾傳播與宣傳部長的戈培爾贏得了初期的輿論戰。這是美國電影人首次領教納粹的手段。
首映風波過後，環球影城的東家卡爾·萊穆勒答應大規模刪改《西線無戰事》。
1933年，納粹正式取得德國政權後，很快公佈了一項法令，禁止猶太人出現在德國放映的電影中。眾多大牌製片商中，只有華納兄弟與納粹劃清了界限。直到1940年以後，米高梅、派拉蒙和福克斯才徹底告別德國。

### 电视电影
1979年由CBS电视台翻拍成同名彩色电视電影。导演是德尔伯特·曼（Delbert Mann）。这部电影在捷克斯洛伐克拍摄。

### 广播
2008年11月9日，该小说的改编在英国广播公司电台第3台播出，罗伯特·朗斯代尔飾演保羅·博伊默尔，Shannon Graney飾演卡特。

### 翻拍
2022年的翻拍版是该片首度在德国拍摄，由德裔爱德华·伯格导演，Felix Kammerer主演，2022年9月12日在多伦多国际电影节首映，10月28日上线Netflix，获第95届奥斯卡金像奖最佳国际影片奖、奥斯卡最佳摄影奖、最佳艺术指导和最佳原创配乐奖。

## 外部連結
- Teacher's Guide （页面存档备份，存于） at Random House
- CliffsNotes